# Disneymania presents POP PARADE JAPAN
『Disneymania presents POP PARADE JAPAN』（ディズニーマニア・プレゼンツ・ポップ・パレード・ジャパン）はコンピレーション・アルバムである。2007年3月7日にウォルト・ディズニー・レコード（エイベックス）よりリリースされた。

## 収録曲
1. It's A Small World　/　倖田來未＆Heartsdales
映画『80デイズ』テーマソング。アルバム『secret』に収録。
2. Zip-a-Dee-Doo-Dah　/　鈴木亜美
映画『南部の唄』テーマソング。
3. Sea of Dreams 〜Tokyo DisneySea 5th Anniversary Theme Song〜（Gomi's Lair Club Mix）　/　MISIA
『東京ディズニーシー5thアニバーサリー』テーマソング。
4. A Whole New World　/　東方神起
映画『アラジン』テーマソング。
5. Part Of Your World　/　今井美樹
映画『リトル・マーメイド』テーマソング。
6. A Dream Is What Your Heart Makes　/　伴都美子
映画『シンデレラ』テーマソング。アルバム『FAREWELL』に収録。
7. Hakuna Matata　/　DA PUMP
映画『ライオン・キング』テーマソング。
8. Call Me, Beep Me（English Version）　/　安良城紅
アニメ『キム・ポッシブル』テーマソング。シングル「光の数だけグラマラス」に収録。
9. Mickey Mouse March　/　キューティー★マミー
アニメ『ミッキーマウス』テーマソング。
10. You Can Fly! You Can Fly! You Can Fly!　/　AAA
映画『ピーター・パン』テーマソング。
11. いつかきっと　/　岡本真夜
映画『チキン・リトル』テーマ・ソング。
12. Look Through My Eyes　/　TRF
映画『ブラザー・ベア』テーマソング。
13. When There was me and you　/　島谷ひとみ
映画『ハイスクール・ミュージカル』テーマソング。
14. Go The Distance　/　藤井フミヤ
映画『ヘラクレス』テーマソング。
15. Crystal Vine　/　DREAMS COME TRUE
映画『アトランティス 失われた帝国』テーマソング。
16. When You Wish Upon A Star　/　矢沢永吉
映画『ピノキオ』テーマソング。
17. Prisoner of Love　/　ゴスペラーズ
映画『ライアンを探せ!』イメージソング。